# Large Professor
 (mars 2021).
Large Professor, de son vrai nom William Paul Mitchell, (21 mars 1973 dans le Queens, New York – ), est un producteur de rap et un MC américain.
Il est surtout connu comme membre du groupe de hip-hop alternatif du début des années 90, Main Source, et pour avoir découvert le célèbre rappeur Nas. Il a produit trois morceaux du premier album de ce dernier, Illmatic, considéré comme étant l'un des albums les plus influents du hip-hop.

## Carrière
Il naît le 21 mars 1973. La famille de Mitchell s'installe dans le quartier de Flushing alors qu'il est enfant.
Sa carrière de producteur démarre dès l'adolescence. Il devient le protégé du musicien et producteur Paul C, qui lui enseigne tout ce qu'il sait sur la production de disques et sur les techniques de fabrication de sons hip-hop. Alors que Paul C travaille pour Eric B. & Rakim et Super Lover Cee & Casanova Rud, il donne à Mitchell, qui est encore au lycée, l'opportunité de programmer des beats pour l'album d'Eric B. & Rakim, Let the Rhythm Hit 'Em. C'est à ce moment-là qu'il rencontre Nas.
Son travail avec Eric B. & Rakim l'amène également à travailler sur l'album de Kool G Rap et DJ Polo, Wanted: Dead or Alive, produisant (mais officiellement crédité comme coproducteur) le premier single, devenu un « classique » du hip-hop, Streets of New York.
En 1989, il rejoint le groupe Main Source en compagnie de K-Cut et Sir Scratch venant de Toronto au Canada. Le groupe enregistre leur premier album, Breaking Atoms, qui sort en 1991. Il est considéré comme une œuvre importante et influente dans l'histoire du hip-hop et la production de Large est acclamée par la presse spécialisée. Néanmoins, il quitte le groupe en 1994.
Durant les années 1990, il travaille avec Pete Rock & CL Smooth et produit un certain nombre de titres pour Nas, Busta Rhymes, Masta Ace, The X-Ecutioners, Tragedy Khadafi, Big Daddy Kane, Mobb Deep et d'autres artistes.
En 1996, il publie deux singles chez Geffen Records/MCA Records, Ijuswannachill et The Mad Scientist. Un premier album très attendu devait suivre mais il n'est jamais sorti en raison de problèmes avec le label. Large Professor signe alors un contrat chez Matador Records, plutôt spécialisé dans la promotion du rock contemporain et alternatif ou la musique électronique. Son premier album studio, 1st Class, ne rencontre pas un grand succès mais recueille des avis favorables de la part de fans et des critiques.
Sa société de publication musicale s'appelle Paul Sea Publications en hommage à son mentor disparu.

## Discographie

### Albums studio
- 1996 : The LP
- 2002 : 1st Class
- 2006 : Beatz Volume 1
- 2007 : Beatz Volume 2
- 2008 : Main Source
- 2012 : Professor @ Large

### Productions

#### 1990
- Eric B. & Rakim : Let the Rhythm Hit 'Em
- Kool G Rap & DJ Polo : Wanted: Dead or Alive
  - Streets of New York
  - Money in the Bank

#### 1991
- Main Source : Breaking Atoms

#### 1992
- Mobb Deep : Juvenile Hell
  - Peer Pressure – Coproduit par DJ Premier

#### 1993
- Akinyele : Vagina Diner
- Apache : Apache Ain't Shit
  - Hey Girl
- A Tribe Called Quest : Midnight Marauders
  - Keep It Rollin
- Big Daddy Kane : Looks Like a Job For…
  - Niggaz Never Learn

#### 1994
- Organized Konfusion : Stress
  - Stress (Remix)
- Nas : Illmatic
  - Halftime
  - One Time 4 Your Mind
  - It Ain't Hard to Tell

#### 1995
- Common : Resurrection
  - Resurrection '95

#### 1996
- Mad Skillz : From Where???
  - Extra Abstract Skillz

#### 1999
- Slick Rick : bande originale de Wild Wild West
  - I Sparkle

#### 2000
- Busta Rhymes : Anarchy
  - The Heist

#### 2001
- Nas : Stillmatic
  -  : You're Da Man
  - Rewind

#### 2002
- Cormega : The True Meaning
  - The Come Up
- Non Phixion : The Future Is Now
  - We Are the Future
  - It's Us
  - Drug Music

#### 2003
- Neek the Exotic : Exotic's Raw
  - Exotic's Raw

#### 2004
- The UN : UN Or U Out
  -  What They Want

#### 2006
- Boot Camp Clik : The Last Stand
  - World Wide
- Prince Po : Prettyblack
  - Right 2 Know
- Grand Daddy I.U. : I Be Thuggin' b/w Mack of the Year

#### 2007
- Mic Geronimo : Alive
  - I'm Up Now

#### 2008
- L.E.O. : Spiritual Intelligence
- Chris « Presto » Douglas : State of the Art
  - Conquer Mentally
- AZ : Undeniable
  - The Hardest
- Reks : Grey Hairs
  - Stages

#### 2009
- Earatik Statik : Good, Bad & Ugly
  - No Problems
- U-God : Dopium
  - New Classic
- Grand Puba : Retroactive
  - Same Old Drama
- Cormega : Born & Raised
  - Journey

#### 2010
- Joell Ortiz : Free Agent
  - Ohh

#### 2011
- Neek The Exotic / Large Professor : Still on the Hustle
- Torae : For the Record
  - Do the Math